# Fontitrygon colarensis
Fontitrygon colarensis ist eine Stechrochenart und lebt in der Mündung des Amazonas im Norden Brasiliens sowie auf dem Kontinentalschelf davor.

## Merkmale
Fontitrygon colarensis hat eine rautenförmige Brustflossen-Scheibe, die bei Weibchen Durchmesser von 91 cm, bei Männchen 63 cm erreicht. Sie ist an den Seiten abgerundet und läuft zur Schnauze hin lang und spitz aus, wobei die Schnauze der Männchen etwas länger als die der Weibchen ist. Der peitschenartige Schwanz ist mehr als doppelt so lang wie die Scheibe und trägt auf der Oberseite einen Giftstachel. Die Augen sind klein mit dahinter liegenden, deutlich größere Spritzlöchern. Der Rücken ist hellbraun, zum Schwanz hin etwas dunkler und mit einem helleren Rand an den Seiten. Die Unterseite ist fahlweiß, zum Scheibenrand hin dunkler. Weibchen erreichen Gesamtlängen bis zu 2,61 m, Männchen bis zu 2,07 m

## Lebensweise
Der Rochen lebt während der tropischen Trockenzeit in Buchten im flachen Brackwasser über schlammigen Grund. In der Regenzeit hält er sich dagegen bevorzugt abseits der Küsten auf dem Schelf auf. Über seine Ernährung ist wenig bekannt. Wie die meisten Stechrochen ist er ovovivipar, die Jungen werden während der Trockenzeit in Küstennähe in Würfen von 1 bis 4 Jungtieren geboren. Er wird sowohl als Beifang eingebracht, als auch in kleinerem Umfang gezielt befischt. Die IUCN bewertet seinen Status mit VU (gefährdet) und hat Brasilien aufgefordert, die Befischung seines Verbreitungsgebietes zu regulieren.

## Systematik
Die Rochenart wurde erst im Jahr 2004 unter der wissenschaftlichen Bezeichnung Dasyatis colarensis beschrieben. Bei einer Mitte 2016 erfolgten Revision der Dasyatidae wurde die Art in die neu eingeführte Gattung Fontitrygon gestellt.